# Peter Wenz

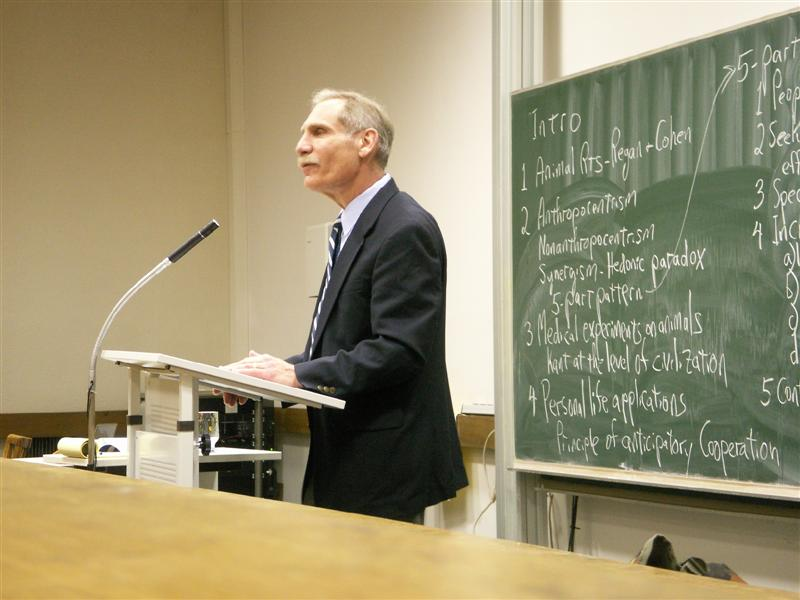
Peter S. Wenz

Peter S. Wenz (* 19. Juli 1945) ist emeritierter Philosophieprofessor an der University of Illinois at Springfield, University Scholar an der University of Illinois und außerordentlicher Professor an der Southern Illinois University School of Medicine. Er unterrichtet regelmäßig an der Chautauqua Institution im Bundesstaat New York. Im Jahr 2007 war er Gastprofessor an der  University of Canterbury in Neuseeland.

## Publikationen (Auswahl)
- Environmental Justice, New York 1988.
- Abortion Rights as Religious Freedom, Philadelphia 1992.
- (herausgegeben mit Laura Westra) Faces of Environmental Racism, Lanham 1995.
- Nature’s Keeper, Philadelphia 1996.
- Environmental Ethics Today, Oxford 2001.
- Political Philosophies in Moral Conflict, Boston 2007.
- Tierrechte im sozialen Kontext. Interdisziplinäre Arbeitsgemeinschaft Tierethik (Hrsg.). Tierrechte – Eine interdisziplinäre Herausforderung. Erlangen 2007. ISBN 978-3-89131-417-3